# Bouquet de lis et de roses dans une corbeille posée sur une chiffonnière
Bouquet de lis et de roses dans une corbeille posée sur une chiffonnière est un tableau réalisé par le peintre français Antoine Berjon en 1814.
Le tableau acquis par le musée du Louvre en 1974 est conservé dans le département des peintures et il est visible dans l'aile Sully, niveau 2, salle 937.

## Description
Cette peinture à l'huile sur toile de 66 × 50 cm représente un bouquet de fleurs composé de lis et de roses dans une corbeille en osier, posée sur une chiffonnière dont le tiroir est resté entrouvert. On aperçoit en arrière-plan un vase. Le bouquet et le vase se détachent sur un fond noir.

## Expositions
- Salon de 1817 au Musée royal des arts, Paris[1]
- Le Temps de la peinture - Lyon 1800-1914[2], Musée des Beaux-Arts de Lyon, 20 avril — 30 juillet 2007